# Dublin-conventie
De Dublin-Conventie, soms ook wel aangeduid als de Overeenkomst van Dublin (en sinds ze in 2003 werd vervangen door de huidige regeling ook wel kortweg als Dublin I), is een internationale overeenkomst uit 1990 met betrekking tot de behandeling van asielaanvragen in Europa.
Doel van de conventie was een regeling te treffen om tot een verdeling te komen van de verantwoordelijkheid voor de behandeling van asielverzoeken die werden ingediend op grond van het Vluchtelingenverdrag. Alle EU-landen sloten zich bij deze overeenkomst aan, die voorafging aan de sinds 2014 geldende Dublin III-verordening (de opvolger van de Dublinverordening uit 2003 van dezelfde strekking) .

## Achtergrond
De volledige naam luidde: Overeenkomst betreffende de vaststelling van de staat die verantwoordelijk is voor de behandeling van een asielverzoek dat bij een van de lidstaten van de Europese Gemeenschappen wordt ingediend - Overeenkomst van Dublin (EU Publicatieblad nr C 254 van 19/08/1997 pag. 0001 - 0012).
In de preambule van de overeenkomst werd aangegeven, dat die diende ter voorkoming van situaties waarin de asielzoeker te lang in het ongewisse blijft over het gevolg dat aan zijn verzoek kan worden gegeven en verlangend aan elke asielzoeker de waarborg te geven dat zijn aanvraag door een van de lidstaten wordt behandeld en te voorkomen dat asielzoekers successievelijk van de ene lidstaat naar de andere worden gestuurd zonder dat een van deze staten zich bevoegd verklaart voor de behandeling van het asielverzoek.
De overeenkomst regelde welke lidstaat verantwoordelijk is voor de behandeling van een asielverzoek, dat was ingediend in een van de lidstaten. Uitgangspunt van de overeenkomst en ook van de huidige verordening was dat een asielzoeker zijn asielaanvraag in één EU-land behandeld krijgt; opeenvolgende aanvragen binnen de Dublinlanden, zoals de ondertekenende staten van de overeenkomst worden genoemd, moe(s)ten voorkomen worden.
Indien op grond van de regels een ander land verantwoordelijk zou zijn voor een asielverzoek dan Nederland, dan kon / kan Nederland een verzoek indienen bij dat andere land om overdracht (de zogenaamde Dublinclaim), zonder dat Nederland het betreffende asielverzoek in behandeling hoefde/ hoeft te nemen.
Indien de claim door het andere Dublinland werd geaccordeerd, dan zou Nederland de asielzoeker overdragen.
De Overeenkomst van Dublin werd gesloten op 15 juni 1990 en trad in werking op 1 september 1997.
Partij waren: België, Denemarken, Duitsland, Finland, Frankrijk, Griekenland, Ierland, Italië, Luxemburg, Nederland, Noorwegen (sinds 1 april 2001), Oostenrijk, Portugal, Spanje, Verenigd Koninkrijk, IJsland (sinds 1 april 2001) en Zweden. Dat betekende dat de overeenkomst uiteindelijk van toepassing was op alle lidstaten van de EU en twee landen daarbuiten.